# Bassem Yakhour
Bassem Yakhour né le 16 août 1971 est un acteur syrien diplômé de l'institut supérieur du Drame en 1993, connu par son rôle de Khalid ibn al-Walid. Il est grec orthodoxe .

## Biographie
Bassem Yakhour a joué son premier rôle dans le téléfilm syrien la Tempête. Il commence plus tard à écrire et devient également directeur. Il a participé à plus de vingt séries télévisées et téléfilms. Il joue principalement des rôles historiques (dernièrement celui de Khalid ibn al-Walid) et participe à quelques comédies.
Bassem Yakhour a beaucoup travaillé dans les pays arabes, en Égypte, Liban et même en Algérie.[réf. nécessaire]

### Vie privée
Bassem Yakhour est marié avec l'écrivaine Rana Al-Hariri, ils ont eu un fils, Roy.

## Filmographie

### Cinéma
- 2007 : Khalij Niàma

### Télévision
- 1994 : Al Thouraya
- 1994 - 1996 : Ayla (Saison 6 et 7)
- 1995 : At-Tir
- 1996 : Al Kaid
- 1996 : Al Ayam Al moutamarrida
- 1997 : Djamil wa Hanaà
- 1998 : Ikhouat At-Tourab
- 1999 : Batal min Hadha Az-Zaman
- 2000 - 2008 : Boukat Dhaoua (Saison 1 a 6)
- 2001 : An-Nasser Salah-Eddine Al Ayoubi
- 2002 : Sakr Kouraych
- 2003 : Rabie Kourtouba
- 2004 : Adhraà Al Djabal
- 2005 : Khalf Al Koubdhan
- 2005 : Arabyat
- 2005 : Ayam Al Waldana
- 2006 : At-Tahaoulat
- 2006 : Khalid ibn al-Walid (Saison 1)
- 2007 : Jarima Bila Nihaya
- 2007 : Zaman Al Khaouf
- 2007 : Fajr Akher
- 2007 : Wassmat Aàrr
- 2008 : Layl wa Ridjal
- 2008 : Dhil Al Mouharib
- 2008 : Dhayà Dhaàyà (Saison 1)
- 2008 : Kamar Bani Hachem
- 2009 : Findjan Damm
- 2009 : Kaà Al Madina
- 2009 : Harb Al Jaouassiss
- 2010 : Zahra wa Azwajouha Al Khamssa
- 2010 : Rayat Al Hak
- 2011 : Dhayà Dhaàyà (Saison 2)
- 2011 : Al Kharba
- 2011 : Al Mounataf
- 2011 : Taàb Al Michoir
- 2011 : Djalssat Nissaiya
- 2011 - 2014 : Boukat Dhaoua (Saison 7 a 10)
- 2012 : Al Miftah
- 2012 - 2013 : Al Wilada min Al Khassira (Saison 1 et 2), Abou Nabal
- 2014 : Al Ikhoua
- 2015 : Alakat Khassa

### En tant que réalisateur
- 2000 : Pièce théâtrale, Ar-Rajoul Al Moutafadjir
- 2004 : Houmi Houn

## Autre travail
En 2010, Bassem a présenté le programme Msaoukoum  le sur la chaine Al Fadhaiya Al Sourya a rencontré un énorme succès dans l'auditoire et la participation de la façon dont la spontanéité et l'humour avec lequel il menées au nom des dialogues et des réunions.
En 2011, Bassem a présenté un programme sur le Prince des Poètes, أمير الشعراء sur la chaine Abu Dhabi Al Oula confirmé les critiques que sa présence a apporté une nouvelle vitalité et l'esprit du programme a également salué l'éloquence et l'habileté dans le rendu.

## Distinctions
- 2008 Bassem a reçu le prix du meilleur acteur dans la série Ayam Al Waldana.
- 2009 Bassem a reçu le prix du Fennec d'or algérien pour le meilleur acteur dans la série Indama Tatamarradou Al Akhlak.